# Janine Tavernier
Janine Tavernier (23 tháng 3 năm 1935, Port-au-Prince – 27 tháng 2 năm 2019) là một nhà thơ, tiểu thuyết gia và học giả người Haiti.